# Konrad Frohn
Konrad Frohn (* 2. Juni 1752 in Düsseldorf; † 10. Januar 1829 vermutlich in Landshut) war ein deutscher Nationalökonom und Landtagsabgeordneter im Königreich Bayern.
Frohn studierte in Göttingen und lebte ab 1788 kurzzeitig als Sekretär des bayerischen Gesandten Karl Heinrich Joseph von Sickingen in Paris, bevor er einige Jahre als Privatmann in Wien verbrachte. Von 1795 bis 1800 war er als Privatgelehrter in München tätig und erhielt dann den staatswirtschaftlichen Lehrstuhl an der Universität Landshut. Anlässlich der Verlegung der Universität nach München trat er 1826 in den Ruhestand.
Er gehörte im Jahr 1822 der Kammer der Abgeordneten für die Klasse II im Stimmkreis Isarkreis an.